# Équipe d'Argentine féminine de basket-ball
Cet article traite de l'équipe féminine. Pour l'équipe masculine, voir Équipe d'Argentine masculine de basket-ball.
Maillots
L’équipe d'Argentine féminine de basket-ball est l'équipe nationale qui représente l'Argentine dans les compétitions internationales féminines de basket-ball. Elle est placée sous l’égide de la Fédération argentine de basket-ball.

## Résultats

### Palmarès
| Compétitions mondiales                             | Compétitions continentales |
| -------------------------------------------------- | --- |
| - Jeux olympiques - Néant - Coupe du monde - Néant | - Coupe des Amériques - Finaliste en 2009, 2011 et 2017 - Troisième en 2001 et 2015 - Championnat d'Amérique du Sud (3) - Vainqueur en 1948, 2018 et 2024 - Finaliste en 1950, 1958, 1970, 1974, 1993, 1995, 1997, 1999, 2001, 2003, 2006, 2008, 2010, 2013, 2014 et 2022 - Troisième en 1946, 1968, 1977, 1978, 1989, 1991 et 2005 - Jeux panaméricains - Troisième en 2023 |

### Parcours en compétitions internationales

#### Jeux olympiques
| Année | Position      |      | Année         | Position |               | Année | Position |
| 1976  | Non qualifiée | 1996 | Non qualifiée | 2016     | Non qualifiée |       |          |
| 1980  | Non qualifiée | 2000 | Non qualifiée | 2020     | Non qualifiée |       |          |
| 1984  | Non qualifiée | 2004 | Non qualifiée | 2024     | Non qualifiée |       |          |
| 1988  | Non qualifiée | 2008 | Non qualifiée | 2028     | -             |       |          |
| 1992  | Non qualifiée | 2012 | Non qualifiée | 2032     | -             |       |          |

#### Coupe du monde
| Année | Position      |      | Année         | Position |               | Année | Position |
| 1953  | 6e            | 1979 | Non qualifiée | 2006     | 9e            |       |          |
| 1957  | 9e            | 1983 | Non qualifiée | 2010     | 14e           |       |          |
| 1959  | Non qualifiée | 1986 | Non qualifiée | 2014     | Non qualifiée |       |          |
| 1964  | 13e           | 1990 | Non qualifiée | 2018     | 15e           |       |          |
| 1967  | Non qualifiée | 1994 | Non qualifiée | 2022     | Non qualifiée |       |          |
| 1971  | 11e           | 1998 | 15e           | 2026     | -             |       |          |
| 1975  | Non qualifiée | 2002 | 10e           | 2030     | -             |       |          |

#### Coupe des Amériques
| Année | Position  |      | Année     | Position     |             | Année | Position |
| 1989  | 5e        | 2005 | 4e        | 2019         | 8e          |       |          |
| 1993  | 7e        | 2007 | 4e        | 2021         | Disqualifié |       |          |
| 1995  | 4e        | 2009 | Finaliste | 2023         | 7e          |       |          |
| 1997  | 4e        | 2011 | Finaliste | 2025         | 4e          |       |          |
| 1999  | 5e        | 2013 | 5e        | Pays inconnu | -           |       |          |
| 2001  | Troisième | 2015 | Troisième | Pays inconnu | -           |       |          |
| 2003  | 5e        | 2017 | Finaliste | Pays inconnu | -           |       |          |

#### Jeux panaméricains
| Année | Position      |      | Année         | Position |           | Année | Position |
| 1955  | Non qualifiée | 1979 | Non qualifiée | 2007     | 6e        |       |          |
| 1959  | Non qualifiée | 1983 | Non qualifiée | 2011     | 5e        |       |          |
| 1963  | Non qualifiée | 1987 | Non qualifiée | 2015     | 5e        |       |          |
| 1967  | Non qualifiée | 1991 | 5e            | 2019     | 5e        |       |          |
| 1971  | Non qualifiée | 1999 | 5e            | 2023     | Troisième |       |          |
| 1975  | Non qualifiée | 2003 | 5e            | 2027     | -         |       |          |